# Mittelamerika-Schnurrbartfledermaus
Die Mittelamerika-Schnurrbartfledermaus (Pteronotus mesoamericanus) ist ein Fledertier in der Gattung der Nacktrückenfledermäuse. Die Population zählte bis in die 2010er Jahre als Unterart der Schnurrbärtigen Fledermaus (Pteronotus parnellii).

## Merkmale
Erwachsene Exemplare sind ohne Schwanz 70 bis 72 mm lang, die Schwanzlänge beträgt 23 bis 27 mm und das Gewicht liegt bei 16 bis 19,5 g. Es sind 55 bis 63 mm lange Unterarme, Hinterfüße von etwa 14 mm Länge und 20 bis 22 mm lange Ohren vorhanden. Die kleinsten Individuen leben auf der Yucatán-Halbinsel und die größten Exemplare kommen im Süden des Verbreitungsgebiets vor. Auf dem gesamten Körper kommen ockerfarbene bis braune Haare vor, jedoch besitzen die unterseitigen Haare helle Spitzen, was an Raureif erinnert. In anderen Körpermerkmalen gleicht die Art anderen Gattungsvertretern.

## Verbreitung
Diese Fledermaus ist vom Isthmus von Tehuantepec in Mexiko bis ins westliche Nicaragua, westliche Costa Rica und nordwestliche Panama verbreitet. Sie lebt im Flachland und in Gebirgen bis 2200 Meter Höhe. Als Habitat dienen trockene und feuchte Wälder. Gelegentlich werden Galeriewälder oder Plantagen besucht.

## Lebensweise
Die nachtaktive Mittelamerika-Schnurrbartfledermaus bevorzugt große Kammern in feuchten Höhlen als Tagesversteck und nutzt zusätzlich verlassene Bergwerksstollen. Am Ruheplatz bilden sich Kolonien von einigen hundert Exemplaren. Das Gebiet zur Nahrungssuche scheint recht groß zu sein. Dieselben Individuen wurden an Plätzen mit 2 km Abstand registriert. Diese Fledermaus jagt Schmetterlinge, Käfer, Heuschrecken, Hautflügler und andere Insekten. Verglichen mit anderen Kinnblattfledermäusen fliegt die Art meist dichter über dem Grund. Die Rufe zur Echoortung bestehen aus verschiedenen Melodien und sind 22 bis 25 Millisekunden lang. Die stärkste Energie wird in der zweiten Tonfolge erzeugt.
Für diese Art werden mehrere Paarungszeiten über das Jahr verteilt angenommen, die vermutlich vom Wetter abhängig sind. Vor der Geburt der Nachkommen bilden Weibchen eigene Kolonien in heißen Höhlen, die von Männchen getrennt sind.

## Gefährdung
Die Mittelamerika-Schnurrbartfledermaus wird nur selten in zur Untersuchung aufgestellten Japannetzen gefangen, wodurch keine Angaben zur Populationsgröße möglich sind. Die IUCN listet die Art als nicht gefährdet (least concern) aufgrund der weiten Verbreitung und des Vorhandenseins von mehreren Schutzgebieten.